# Bubry
Bubry är en kommun i departementet Morbihan i regionen Bretagne i nordvästra Frankrike. Kommunen ligger i kantonen Plouay som tillhör arrondissementet Lorient. År 2022 hade Bubry 2 262 invånare.

## Befolkningsutveckling
Antalet invånare i kommunen Bubry
| Referens: INSEE |